# گشت ارشاد (فیلم)
گشت ارشاد نام فیلمی ایرانی با ژانر کمدی و اجتماعی ساختهٔ سعید سهیلی است که در سال ۱۳۹۰ ساخته شده و حمید فرخ‌نژاد، پولاد کیمیایی، ساعد سهیلی، جمشید هاشم‌پور، نیوشا ضیغمی و سحر قریشی در آن بازی کرده‌اند.

## خلاصهٔ داستان
این فیلم ماجرای سه جوان جنوب تهران با نام‌های عطا، حسن و عباس است، که برای بدست آوردن پول و گذراندن زندگی دست به کارهای خلاف می‌زنند. آن‌ها با گیر دادن به دختر و پسرهای جوان با نام گشت ارشاد پول آن‌ها را می‌گیرند و از این راه زندگی خود را می‌گذرانند.

## بازیگران
- حمید فرخ‌نژاد
- پولاد کیمیایی
- ساعد سهیلی
- نیوشا ضیغمی
- جمشید هاشم‌پور
- سحر قریشی
- میرطاهر مظلومی
- اردشیر کاظمی
- اصغر سمسارزاده

## اکران

### نمایش در سینما
ابتدا گشت ارشاد و زندگی خصوصی پس از ۶ روز اکران به دلیل مخالفت انصار حزب‌الله توقیف شد، اما پس از مدتی علیرضا سجادپور مدیر نظارت و ارزشیابی وزارت ارشاد از اکران محدود این فیلم خبر داد و پس از این اظهار نظر نمایش فیلم در شهرستان‌ها متوقف شد و نمایش آن در تهران هم پس از چند هفته متوقف شد.

### نمایش در شبکهٔ سینمای خانگی
فیلم گشت ارشاد در ۱۳ شهریور ۱۳۹۱ ه‍.ش توسط مؤسسهٔ تصویر گستر پاسارگاد وارد شبکهٔ نمایش خانگی شد. این فیلم با حذف برخی صحنه‌های اکران و تغییر عنوان آن از «گشت ارشاد» به گشت ارشاد؟! وارد نمایش خانگی شد. کارگردان گشت ارشاد اشاره کرد فیلمی که در حال حاضر وارد شبکهٔ نمایش خانگی شده به دلیل اصلاحات متعدد دیگر فیلم او نیست و در این‌باره توضیح داد: این فیلم در ۳ مرحله دچار حذفیات و اصلاحات عدیده شد. در مرحلهٔ اول پیش از ورود به جشنواره یک سری اصلاحات خواسته شده را روی فیلم اعمال کردیم، سپس برای اکران عمومی هم متن بر موارد اصلاحی شورای بازبینی داد و در نهایت برای ورود فیلم به شبکهٔ نمایش خانگی هم گفتند باید ۷ دقیقه از فیلم را حذف کنیم که همین‌طور هم شد.
ولی همین موضوع هم مخالفان فیلم را راضی نکرد و با اعتراض به عملکرد وزارت ارشاد خواهان توقیف فیلم شدند و جمعی از انصار حزب‌الله روز سه‌شنبه (۱۳ شهریور ماه) همزمان با آغاز توزیع فیلم سینمایی گشت ارشاد در شبکهٔ نمایش خانگی، به طرح شکایت از موضوع توزیع این فیلم در شبکهٔ نمایش خانگی به دادسرای فرهنگ و رسانهٔ شعبهٔ ۹ پرداختند. و پس از چند روز سعید جابری انصاری، دبیر ستاد حمایت و صیانت از محصولات فرهنگی و هنری وزارت ارشاد اعلام کرد که تا پایان یکشنبه، نوزدهم شهریور این فیلم و متعلقاتش را جمع‌آوری می‌کند. همچنین نمایندگان مجلس در جلسه‌ای در مورد نمایش خانگی این فیلم از وزیر ارشاد پرسش کردند.«انصار حزب‌الله» تهران در اقدامی نسبت به جمع‌آوری فیلم «گشت ارشاد» فراخوان داد. این فراخوان که به صورتی پیامکی و در حد نسبتاً گسترده‌ای انجام شده، پس از توزیع این فیلم در شبکهٔ خانگی صورت گرفته‌است.

## دنباله‌ها
قسمت دوم این فیلم با نام گشت ۲ بازهم توسط سعید سهیلی و با همان تیم بازیگری ساخته و در سال ۱۳۹۶ اکران شد. نخستین نمایش فیلم در طول سی و پنجمین دوره جشنواره فیلم فجر بود. قسمت سوم این فیلم نیز با نام گشت ۳ ساخته و در سال ۱۴۰۰ اکران شد.